# Domien Jacob
Domien Jacob (Sint-Niklaas, 8 giugno 1897 – Sint-Niklaas, 5 novembre 1984) è stato un ginnasta belga.

## Palmarès

### Olimpiadi
- 1 medaglia:
  - 1 argento (Anversa 1920 nel concorso a squadre)